# Directive européenne équipements sous pression
Lire en ligne

eur-lex.europa.eu

La directive européenne « équipements sous pression » (DESP)  fixe les exigences envers les équipements sous pression pour la mise en circulation des équipements sous pression à l'intérieur de l'espace économique européen. La version actuellement en vigueur est la directive 2014/68/UE du Parlement européen et du Conseil du 15 mai 2014 relative à l’harmonisation des législations des États membres concernant la mise à disposition sur le marché des équipements sous pression.
Sa première version, la directive 97/23/CE du Parlement européen et du conseil du 29 mai 1997 relative au rapprochement des législations des États membres concernant les équipements sous pression, est entrée en vigueur le 20 septembre 1997.
Ce texte a été abrogé par l'article 50 de la directive no 2014/68/UE du Parlement européen et du Conseil du 15 mai 2014 (JOUE n° L 189 du 27 juin 2014) avec effet au :
- 1er juin 2015 pour son article 9
- 19 juillet 2016 pour la totalité du texte.

## Risques liés à une enveloppe sous pression
La pression d'un fluide — liquide ou gaz — est un effort qui s'exerce sur la paroi d'une enveloppe, typiquement une bouteille, un réservoir, un réacteur chimique, une tuyauterie… Cet effort peut provoquer une rupture de l'enveloppe et causer un accident. Les conséquences de cet accident peuvent être :
- une fuite : le produit contenu dans l'enveloppe s'échappe dans l'environnement et peut éventuellement présenter un danger pour les personnes alentour et l'environnement ;
- une action mécanique :
  - dans le cas d'un liquide, l'impact du jet sous pression peut provoquer des blessures et des dégâts matériels,
  - dans le cas d'un gaz, la rupture brutale de l'enveloppe peut provoquer une onde de pression et une projection de débris, c'est-à-dire une explosion ; en effet, lorsqu'un gaz comprimé à 50 bar se retrouve à pression atmosphérique, il va s'étendre pour occuper un volume 50 fois plus grand et donc projeter des débris à grande vitesse alors qu'en comparaison, pour une même décompression, de l'eau ne va se dilater que de 0,2 % (voir Module d'élasticité isostatique).

Les éléments importants pour l'évaluation des risques sont donc :
- la nature du fluide et ses risques propres ;
- la pression PS qui détermine l'effort auquel est soumise l'enveloppe ;
- la température TS, qui détermine la résistance (fragilisation au froid ou à la chaleur) du matériau dont est fait l'enveloppe, l'état thermodynamique du produit (liquide ou gaz) et les réactions possibles du fluide (inflammation) ;
- l'énergie mécanique stockée dans le réservoir et qui est libéré lors de l'explosion, et qui est évaluée par le produit de la pression par le volume PS × V.

La pression maximale admissible PS s'exprime par rapport à la pression atmosphérique, c'est la pression relative.

### Classification

#### Cadre général
La décision du Conseil des Communautés européennes no 90/683/CEE, modifiée par la décision no 93/465/CEE et la décision du Parlement européen et du Conseil no 768/2008/CE définit plusieurs modules pour évaluer la conformité de produits vis-à-vis de la réglementation européenne :
- module A : Contrôle interne de la fabrication,
  - module A1 : Contrôle interne de la fabrication et essai supervisé du produit,
  - module A2 : Contrôle interne de la fabrication et contrôles supervisés du produit à des intervalles aléatoires ;
- module B : Examen « CE » de type ;
- module C : Conformité au type sur la base du contrôle interne de la fabrication,
  - module C1 : Conformité au type sur la base du contrôle interne de la fabrication et de l'essai supervisé du produit,
  - module C2 : Conformité au type sur la base du contrôle interne de la fabrication et de contrôles supervisés du produit à des intervalles aléatoires ;
- module D : Conformité au type sur la base de l'assurance de la qualité du procédé de fabrication,
  - module D1 : Assurance de la qualité du procédé de fabrication ;
- module E : Conformité au type sur la base de l'assurance de la qualité du produit,
  - module E1 : Assurance de la qualité de l'inspection finale des produits et des essais ;
- module F : Conformité au type sur la base de la vérification du produit,
  - module F1 : Conformité sur la base de la vérification du produit ;
- module G : Conformité sur la base de la vérification à l'unité ;
- module H : Conformité sur la base de l'assurance complète de la qualité,
  - module H1 : Conformité sur la base de l'assurance complète de la qualité et du contrôle de la conception.

#### Cadre de la DESP
La directive de 2014 ne concerne que les récipients pour lesquels la pression maximale PS est supérieure à 0,5 bar. Elle exclut par ailleurs :
- les canalisations de transport de fluide entre les installations de départ et d'arrivée ;
- les canalisation d'adduction et d'abduction d'eau ainsi que les conduites forcées de barrages hydroélectriques ;
- les récipients à pression « simples » et fabriqués en série, qui sont couverts par une autre directive[6] ;
- les générateurs d'aérosol, qui sont visés par une autre directive[7] ;
- les équipements pour véhicules visés par un autre texte[8] ;
- les équipements pour centrale nucléaire dont la défaillance peut mener à l'émission de matière radioactive ;
- les équipements de sécurité des forages pétroliers, gaziers et de géothermie ;
- les machines de type moteur, turbine, haut fourneau, bateau, fusée, aéronef, pneumatiques, coussins, pot d'échappement, bouteille de boisson gazeuse, chauffage central.

Dans son article 13, la directive définit deux groupes de fluides :
- groupe 1 : substances et mélanges considérés comme dangereux — explosibles instables, inflammables, comburants, pyrophoriques, autoréactifs, toxiques…
- groupe 2 : les autres substances et mélanges.

Selon le groupe de fluide, la pression maximale admissible PS — pression à laquelle le dispositif de sécurité (clapet, soupape) se déclenche — et le volume V, l'équipement entre dans une catégorie de risque ; du moins élevé au plus élevé :
- pas de risque particulier, l'équipement sous pression doit être réalisé selon les règles de l'art ;
- catégorie I : seul le module A de la procédure d'évaluation de conformité s'applique ;
- catégorie II : application des modules A2, D1 et E1 ;
- catégorie III : application des modules B + D, B + F, B + E, B + C2, H ;
- catégorie IV : application des modules B + D, B + F, G, H1.

Les équipements entrant dans la catégorie I et qui sont déjà couverts par une autre directive, comme la directive « machines », la directive « ascenseurs », la directive ATEX, la directive concernant les dispositifs médicaux et la directive sur les appareils à gaz, sont exclus de la DESP.
En dehors du module A, l'évaluation de la conformité et l'approbation des matériaux doivent être faits par un « organisme notifié », c'est-à-dire un organisme satisfaisant un certain nombre de critères et désigné par un des États membre de l'UE auprès de la Commission. L'organisme notifié ne doit pas être ni le concepteur, ni fabricant, ni un de ses fournisseurs, ni l'installateur et ni l'utilisateur de l'appareil sous pression. Il doit disposer du personnel formé et du matériel permettant les vérifications. Le personnel ne doit pas être rémunéré en fonction du nombre de dossiers traités ni de leurs résultats et est soumis au secret professionnel. L'activité de l'organisme notifié doit être couverte par une assurance de responsabilité civile.
Les récipients concernés par la DESP sont définis dans le tableau ci-dessous.
| Fluide                          | Conditions                           | Conditions     |
| Fluide                          | Cas 1                                | Cas 2          |
| ------------------------------- | ------------------------------------ | -------------- |
| Gaz du groupe 1 (dangereux)     | V > 1 L et PS × V > 25 bar⋅L         | PS > 200 bar   |
| Gaz du groupe 2                 | V > 1 L et PS × V > 50 bar⋅L         | PS > 1 000 bar |
| Liquide du groupe 1 (dangereux) | V > 1 L et PS × V > 200 bar⋅L        | PS > 500 bar   |
| Liquide du groupe 2             | PS > 10 bar et PS × V > 10 000 bar⋅L | PS > 1 000 bar |

Sont aussi concernés les autocuiseurs et les récipients chauffés d'un volume de plus de 2 L destinés à produire de la vapeur d'eau à plus de 110 °C.

Catégories de récipients pour les gaz du groupe 1.
Catégories de récipients pour les gaz du groupe 2.
Catégories de récipients pour les liquides du groupe 1.
Catégories de récipients pour les liquides du groupe 2.
Catégories de récipients pour des appareils générateurs de vapeur et autocuiseurs.

Les extincteurs et bouteilles pour appareils respiratoires sont au moins dans la catégorie III.
Pour les tuyauteries, on considère le volume par mètre. Pour la caractérisation, on peut donc se contenter d'utiliser le diamètre, ou « dimension nominale » DN. Les tuyauteries concernées sont définies dans le tableau ci-dessous.
| Fluide                          | Conditions                                     |
| ------------------------------- | ---------------------------------------------- |
| Gaz du groupe 1 (dangereux)     | DN > 25                                        |
| Gaz du groupe 2                 | DN > 32 et PS × DN > 1 000 bar                 |
| Liquide du groupe 1 (dangereux) | DN > 25 et PS × DN > 2 000 bar                 |
| Liquide du groupe 2             | PS > 10 bar et DN > 200 et PS × DN > 5 000 bar |

## Mise en œuvre
En France, la DESP est en particulier associée à l'utilisation des codes de construction Codap et Codeti.